# Шазме
Шазме́ (фр. Chazemais) — коммуна во Франции, находится в регионе Овернь. Департамент коммуны — Алье. Входит в состав кантона Юрьель. Округ коммуны — Монлюсон.
Код INSEE коммуны — 03072.
Деревня Шазме является одним из восьми претендентов на звание географического центра Франции.

## Население
Население коммуны на 2008 год составляло 449 человек.
| 1962 | 1968 | 1975 | 1982 | 1990 | 1999 | 2008 |
| ---- | ---- | ---- | ---- | ---- | ---- | ---- |
| 478  | 494  | 414  | 399  | 401  | 387  | 449  |

## Экономика
В 2007 году среди 261 человек в трудоспособном возрасте (15—64 лет) 186 были экономически активными, 75 — неактивными (показатель активности — 71,3 %, в 1999 году было 71,6 %). Из 186 активных работали 169 человек (92 мужчины и 77 женщин), безработных было 17 (7 мужчин и 10 женщин). Среди 75 неактивных 21 человек были учениками или студентами, 29 — пенсионерами, 25 были неактивными по другим причинам.

## Достопримечательности
- Церковь Сен-Дени (XII век)
- Замок Ла-Бушат (XIX век)